# Dolores Gray
Dolores Gray – amerykańska aktorka filmowa i teatralna. Podczas swojej kariery śpiewała piosenki za Marilyn Monroe na ścieżce dźwiękowej do filmu Nie ma jak show.